# 前547年
| 千纪： | 前1千纪 |
| 世纪： | 前7世纪 \| 前6世纪 \| 前5世纪 |
| 年代： | 前570年代 \| 前560年代 \| 前550年代 \| 前540年代 \| 前530年代 \| 前520年代 \| 前510年代 |
| 年份： | 前552年 \| 前551年 \| 前550年 \| 前549年 \| 前548年 \| 前547年 \| 前546年 \| 前545年 \| 前544年 \| 前543年 \| 前542年                                                                                |
| 纪年： | 周靈王二十五年 魯襄公二十六年 齐景公元年 晋平公十一年 秦景公三十年 宋平公二十九年 楚康王十三年 卫殇公十二年 陈哀公二十二年 蔡景侯四十五年 曹武公八年 郑简公十九年 燕懿公二年 吴王余祭元年 杞文公三年 |

## 大事記
- 吳王壽夢第四子季札封於延陵邑。
- 衛國大夫寧喜迎立出亡的衛獻公復辟，大夫孫林父據戚邑降晉。衛攻戚邑，大敗。晉國會魯國、鄭國、宋國、曹國在澶淵会盟，囚衛獻公。齊景公、鄭簡公為請求晉國，釋歸。
- 楚國、秦國聯軍攻吳國，至雩婁听说吳國有備而還。順道攻打鄭國，攻下城麇，楚國大將穿封戌擄鄭國守將皇頡。王子圍爭功，皇頡自承為王子圍所擄。
- 許靈公赴楚請兵攻鄭，卒於楚，子許悼公嗣位，楚發兵攻鄭。
- 波斯帝國居魯士二世征服愛奧尼亞。

## 逝世
- 孫襄，衛國人
- 太子角，衛國人
- 太子痤，宋國人
- 許靈公